# Hamatabanus
Hamatabanus is een vliegengeslacht uit de familie van de dazen (Tabanidae).

## Soorten
- H. annularis (Hine, 1917)
- H. carolinensis (Macquart, 1838)
- H. sexfasciata (Stone, 1935)